# トミー・リー・ジョーンズ
トミー・リー・ジョーンズ（Tommy Lee Jones, 1946年9月15日 - ）は、アメリカ合衆国の俳優。1993年の『逃亡者』でアカデミー助演男優賞を受賞した。

## 経歴
テキサス州出身。父親は油田で働き、母親は警察官。
高校卒業後、家計を助けるために父親の働く油田会社に就職。傍ら寝る間も惜しんで独学で勉強し、1年後、奨学金でハーバード大学英米文学部に進学。この時点の夢は文学と演劇の教師になることで、大学では演劇部に所属していた。寮のルームメイトに後の副大統領となるアル・ゴアがおり、その後も親交が続いている。
文学と演劇を教える教師を目指していたが、次第に舞台に立つ事を夢見るようになる。大学卒業後、ブロードウェイに憧れてマンハッタンへと出る。そこでは小さな食堂で皿洗いの仕事をしながら、稽古に励んだ。そんなときに友人と受けた映画のオーディションに合格し、1970年『ある愛の詩』で映画デビューした。しかし、同映画の製作元パラマウント映画の上層部から「顔つきがキツい」とクレームがつき、映画自体は大ヒットしたものの苦い映画デビューとなった。
その後はしばらく役に恵まれず、下積みが長く続き、『ある愛の詩』の次の出演作は『ライフ・スタディ』という低予算作品だった。同作まで3年間、映画の仕事がなく、その間は最初の妻であるジャーナリスト、ケイト・ラードナー（リング・ラードナーの孫）に養ってもらっていた。
1980年代はテレビ出演が主で、映画は出演しても脇役だった。しかし『JFK』や『沈黙の戦艦』出演の頃から注目されるようになる。1993年の『逃亡者』ではハリソン・フォード演じるキンブル医師を追い詰める捜査官役でアカデミー助演男優賞を受賞した。以降、主演作品に恵まれるようになる。
1997年、『メン・イン・ブラック』のK役に抜擢される。監督によると「彼は大真面目に演じていてもどこかコミカルだ」ったのが決め手とのこと。このことについて本人は不本意だったというが、映画は続編が作られるほどのヒットを記録し、Kははまり役の一つとなった。また同役は映画の公開から数年を経て、缶コーヒーBOSSのCMにおいて本人出演でパロディ化された。その経緯は後述の通り。
1999年、京都の老舗で日本屈指の宿である俵屋旅館が火事になったとき、偶然宿泊していた。鎮火後、「火事が消えたのならあの部屋に戻りたい」と言い、周囲を困惑させたとする逸話がある。
2005年には自身が監督・プロデュース・出演した『メルキアデス・エストラーダの3度の埋葬』でカンヌ国際映画祭男優賞を受賞。
2006年4月からは日本国内においてサントリー缶コーヒーBOSSレインボーマウンテンのCM「宇宙人ジョーンズの地球調査シリーズ」に出演。毎回日本の様々な職業に潜入するというストーリーで、2023年1月現在、17年目を迎える長寿CMシリーズとして定着している。
2011年4月からはサントリーグループによる東北地方太平洋沖地震復興支援として、坂本九のヒット曲である「上を向いて歩こう」・「見上げてごらん夜の星を」の両曲を同社グループのCM出演者総勢71名がリレー方式で歌う企業イメージCMにも出演。歌声も披露している。
2012年8月からは、「BOSSコーヒー20周年」とソフトバンクモバイルの「プラチナバンド開始」の共同キャンペーンの一環として、「宇宙人ジョーンズ」と「白戸家」両シリーズのコラボレーションCMにも出演している。

## 人物
大の親日家としても知られており、2012年に行われた『メン・イン・ブラック3』のプロモーションワールドツアーで、唯一日本だけに参加し「私は本当に日本が大好きで、日本に来るのはいつも幸せ。本当に美しい国ですし、私にとっては第二の故郷。ファンがいるということはあまり意識していませんが、こうやってみなさんにお会いでき、本当に嬉しく思います」と、自らの日本好きを語っている。また2013年にも『終戦のエンペラー』のプロモーションで来日。歌舞伎座を訪問し「10年来の歌舞伎のファンだ」と語った。娘の為に集めているという浮世絵も趣味としており、月岡芳年の月百姿を34作まで収集しているという。好物の日本料理は「鮎の塩焼き」。

## 主な出演作品
| 公開年 | 邦題 原題                                                                            | 役名                                  | 備考                                                                               | 吹き替え                                                                                  |
| ------ | ------------------------------------------------------------------------------------ | ------------------------------------- | ---------------------------------------------------------------------------------- | ----------------------------------------------------------------------------------------- |
| 1970   | ある愛の詩 Love Story                                                                | ハンク                                |                                                                                    | 不明（日本テレビ版） 小室正幸（テレビ東京版） 真木駿一（VOD版）                           |
| 1975   | トミー・リー・ジョーンズのホロスコープ Eliza's Horoscope                             | トミー・リー                          |                                                                                    |                                                                                           |
| 1976   | チャーリーズ・エンジェル/ぶどう園乗っ取り殺人事件 Charlie's Angels                   | Aram Kolegian                         | テレビ映画                                                                         |                                                                                           |
| 1976   | ジャクソン・ジェイル Jackson Country Jail                                            | コーリー・ブレイク                    |                                                                                    | 津嘉山正種（TBS版）                                                                       |
| 1976   | 激突39台!史上最大の自動車事故/ハイウェイ・パニック Smash-Up On Interstate 5          | Officer Hutton                        | テレビ映画                                                                         |                                                                                           |
| 1977   | ハワード・ヒューズ物語 The Amazing Howard Hughes                                     | ハワード・ヒューズ                    | テレビ映画                                                                         |                                                                                           |
| 1977   | ローリング・サンダー Rolling Thunder                                                 | ジョニー・ヴォーデン                  |                                                                                    | 小杉十郎太（テレビ東京版）                                                                |
| 1978   | ベッツィー The Betsy                                                                 | アンジェロ                            |                                                                                    |                                                                                           |
| 1978   | アイズ Eyes of Laura Mars                                                            | ジョン・ネヴィル                      |                                                                                    | 神谷明                                                                                    |
| 1980   | 歌え!ロレッタ愛のために Coal Miner's Daughter                                        | ドゥーリトル・リン                    | ゴールデングローブ賞 主演男優賞 (ミュージカル・コメディ部門)ノミネート             | 大塚明夫                                                                                  |
| 1982   | 死刑執行人 The Executioner's Song                                                    | ゲイリー                              | テレビ映画 プライムタイム・エミー賞 主演男優賞（ミニシリーズ・テレビ映画部門）受賞 |                                                                                           |
| 1983   | キャプテン・ブーリーの大冒険 Nate and Hayes                                          | ブーリー・ヘイズ                      | 日本劇場未公開                                                                     | 戸谷公次                                                                                  |
| 1985   | ニューヨーク・コマンドー/セントラルパーク市街戦 The Park is Mine                     | ミッチ                                | 日本劇場未公開                                                                     |                                                                                           |
| 1986   | ブラックライダー Black Moon Rising                                                   | クイント                              |                                                                                    | 田中信夫（テレビ朝日版）                                                                  |
| 1987   | 背徳の罠/死者のメッセージ Broken Vows                                                | ペーター                              | 日本劇場未公開                                                                     |                                                                                           |
| 1987   | ビッグタウン The Big Town                                                            | ジョージ・コール                      |                                                                                    |                                                                                           |
| 1988   | ストーミー・マンディ Stormy Monday                                                   | コズモ                                |                                                                                    | 銀河万丈（テレビ東京版）                                                                  |
| 1989   | ロンサム・ダブ Lonesome Dove                                                         | ウッドロウ                            | テレビ映画                                                                         | 中田浩二（NHK-BS2版）                                                                     |
| 1989   | ザ・パッケージ/暴かれた陰謀 The Package                                              | トーマス                              |                                                                                    | 笹岡繁蔵（TBS版）                                                                         |
| 1990   | アパッチ Fire Birds                                                                  | ブラッド・リトル                      |                                                                                    | 小川真司（フジテレビ版） 小林清志（テレビ朝日版）                                         |
| 1991   | JFK                                                                                  | クレイ・ショー                        | アカデミー助演男優賞ノミネート 英国アカデミー賞 助演男優賞ノミネート               | 小川真司（ソフト版） 小林清志（テレビ朝日版） 町田政則（ソフト版追加録音）                |
| 1992   | 沈黙の戦艦 Under Siege                                                               | ウィリアム・ストラニクス              |                                                                                    | 菅生隆之（ソフト版） 池田勝（テレビ朝日版）                                               |
| 1993   | 心の扉 House of Cards                                                                | ジェイク・ビアランダー                |                                                                                    | 菅生隆之                                                                                  |
| 1993   | 逃亡者 The Fugitive                                                                  | サミュエル・ジェラード                | アカデミー助演男優賞受賞 ゴールデングローブ賞 助演男優賞受賞                       | 菅生隆之（ソフト版） 小林清志（テレビ朝日版） 田中信夫（機内上映版1） 麦人（機内上映版2） |
| 1993   | 天と地 Heaven & Earth                                                                | スティーブ・バトラー                  |                                                                                    | 菅生隆之                                                                                  |
| 1994   | ワイルド・メン The Good Old Boys                                                     | ヒューイ・キャロウェイ                | テレビ映画 製作・脚本兼任                                                          |                                                                                           |
| 1994   | ブローン・アウェイ/復讐の序曲 Blown Away                                             | ギャリティ                            |                                                                                    | 小林清志（ソフト版） 菅生隆之（テレビ朝日版）                                             |
| 1994   | 依頼人 The Client                                                                    | ロイ・フォルトリッグ                  |                                                                                    | 有川博（ソフト版） 菅生隆之（テレビ朝日版）                                               |
| 1994   | ナチュラル・ボーン・キラーズ Natural Born Killers                                    | ドワイト・マクラスキー                |                                                                                    | 樋浦勉                                                                                    |
| 1994   | ブルースカイ Blue Sky                                                                | ハンク・マーシャル                    |                                                                                    | 菅生隆之                                                                                  |
| 1995   | バットマン フォーエヴァー Batman Forever                                             | ハーヴェイ・デント / トゥーフェイス   |                                                                                    | 菅生隆之（ソフト版） 小林清志（テレビ朝日版）                                             |
| 1995   | タイ・カップ Cobb                                                                    | タイ・カッブ                          |                                                                                    |                                                                                           |
| 1997   | ボルケーノ Volcano                                                                   | マイク・ローク                        |                                                                                    | 菅生隆之（ソフト版） 小林清志（テレビ朝日版）                                             |
| 1997   | メン・イン・ブラック Men in Black                                                    | エージェントK                         |                                                                                    | 坂口芳貞（ソフト版） 菅生隆之（日本テレビ版）                                             |
| 1998   | 追跡者 U.S. Marshals                                                                 | サミュエル・ジェラード                | 『逃亡者』のスピンオフ作品                                                         | 菅生隆之（ソフト版、テレビ朝日版） 小林清志（テレビ東京版）                               |
| 1998   | スモール・ソルジャーズ Small Soldiers                                                | チップ・ハザード                      | 声の出演                                                                           | 玄田哲章（VHS版、日本テレビ版） 銀河万丈（DVD版）                                         |
| 1999   | ダブル・ジョパディー Double Jeopardy                                                 | トラヴィス                            |                                                                                    | 池田勝（ソフト版） 菅生隆之（テレビ朝日版）                                               |
| 2000   | 英雄の条件 Rules of Engagement                                                       | ヘイズ・ホッジス                      |                                                                                    | 堀勝之祐（ソフト版） 池田勝（フジテレビ版）                                               |
| 2000   | スペース カウボーイ Space Cowboys                                                    | ホーク・ホーキンズ                    |                                                                                    | 坂口芳貞（ソフト版） 菅生隆之（日本テレビ版）                                             |
| 2002   | メン・イン・ブラック2 Men in Black II                                                | エージェントK                         |                                                                                    | 坂口芳貞（劇場公開版） 菅生隆之（テレビ朝日版）                                           |
| 2003   | ハンテッド The Hunted                                                                | L.T.                                  |                                                                                    | 池田勝（ソフト版） 小林清志（テレビ東京版）                                               |
| 2003   | ミッシング The Missing                                                               | サミュエル・ジョーンズ                |                                                                                    | 有川博                                                                                    |
| 2005   | チアガール VS テキサスコップ Man of the House                                        | ローランド・シャープ                  | 日本劇場未公開 製作総指揮兼任                                                      | 坂口芳貞                                                                                  |
| 2005   | メルキアデス・エストラーダの3度の埋葬 The Three Burials of Melquiades Estrada        | ピート・パーキンズ                    | カンヌ国際映画祭 男優賞受賞 監督・製作兼任                                         | 菅生隆之（ソフト版）                                                                      |
| 2006   | 今宵、フィッツジェラルド劇場で A Prairie Home Companion                              | アックスマン                          |                                                                                    | 小林清志                                                                                  |
| 2006-  | 宇宙人ジョーンズの地球調査シリーズ                                                   | 宇宙人ジョーンズ                      | テレビCM                                                                           | 谷口節（『ネット』篇まで） 菅生隆之（『大相撲』篇から）                                   |
| 2007   | ノーカントリー No Country for Old Men                                                | エド・トム・ベル                      | 英国アカデミー賞 助演男優賞ノミネート                                              | 菅生隆之                                                                                  |
| 2007   | 告発のとき In the Valley of Elah                                                     | ハンク・ディアフィールド              | アカデミー主演男優賞ノミネート                                                     | 谷口節                                                                                    |
| 2009   | エレクトリック・ミスト 霧の捜査線 In the Electric Mist                               | デイヴ・ロビショー                    | 日本劇場未公開                                                                     | 加藤優季                                                                                  |
| 2010   | カンパニー・メン The Company Men                                                     | ジーン・マクラリー                    |                                                                                    | （吹き替え版なし）                                                                        |
| 2011   | The Sunset Limited                                                                   | White                                 | 監督兼任                                                                           | N/A                                                                                       |
| 2011   | キャプテン・アメリカ/ザ・ファースト・アベンジャー Captain America: The First Avenger | チェスター・フィリップス大佐          |                                                                                    | 谷口節                                                                                    |
| 2012   | メン・イン・ブラック3 Men in Black III                                               | エージェントK                         |                                                                                    | 谷口節                                                                                    |
| 2012   | 31年目の夫婦げんか Hope Springs                                                      | アーノルド・ソームズ                  |                                                                                    | 菅生隆之                                                                                  |
| 2012   | 終戦のエンペラー Emperor                                                             | ダグラス・マッカーサー                |                                                                                    | （吹き替えなし）                                                                          |
| 2012   | リンカーン Lincoln                                                                   | タデウス・スティーブンス              | アカデミー助演男優賞ノミネート 全米映画俳優組合賞助演男優賞受賞                    | 菅生隆之                                                                                  |
| 2013   | マラヴィータ The Family / Malavita                                                   | ロバート・スタンスフィールドFBI捜査官 |                                                                                    | 小林清志                                                                                  |
| 2014   | ミッション・ワイルド The Homesman                                                    | ジョージ・ブリッグス                  | 監督・脚本・製作総指揮兼任                                                         | 小村哲生                                                                                  |
| 2016   | クリミナル 2人の記憶を持つ男 Criminal                                                | フランクス医師                        |                                                                                    | 菅生隆之                                                                                  |
| 2016   | ジェイソン・ボーン Jason Bourne                                                      | ロバート・デューイ                    |                                                                                    | 土師孝也（ソフト版） 大塚明夫（BSテレ東版）                                               |
| 2016   | メカニック:ワールドミッション Mechanic: Resurrection                                 | マックス・アダムス                    |                                                                                    | 菅生隆之                                                                                  |
| 2017   | 記者たち 衝撃と畏怖の真実 Shock and Awe                                              | ジョー・ギャロウェイ                  |                                                                                    | 菅生隆之                                                                                  |
| 2017   | ベスト・バディ Just Getting Started                                                  | レオ                                  |                                                                                    | 菅生隆之                                                                                  |
| 2019   | アド・アストラ Ad Astra                                                              | クリフォード・マクブライド            |                                                                                    | 菅生隆之                                                                                  |
| 2020   | 陰謀の街 ワンダー Wander                                                             | ジミー・クリート                      | 日本劇場未公開                                                                     | 菅生隆之                                                                                  |
| 2020   | カムバック・トゥ・ハリウッド!! The Comeback Trail                                    | デューク・モンタナ                    |                                                                                    | 菅生隆之                                                                                  |
| 2023   | Finestkind                                                                           | Ray Eldridge                          |                                                                                    | N/A                                                                                       |
| 2023   | 眠りの地 The Burial                                                                  | ジェレミア・ジョセフ・オキーフ        | 日本劇場未公開                                                                     | 菅生隆之                                                                                  |
| TBA    | The Razor's Edge                                                                     |                                       | 撮影中                                                                             |                                                                                           |

## 日本語吹き替え
主に担当しているのは、以下の三人である。
菅生隆之
『沈黙の戦艦』（ソフト版）で初担当。以降、ほとんどの作品で吹き替えを務めており、ジョーンズの専属（フィックス）として定着している。
菅生によるジョーンズの吹き替えは当初、映画のみの担当であったが、サントリー缶コーヒーBOSSレインボーマウンテンのCM「宇宙人ジョーンズの地球調査シリーズ」でジョーンズが演じる宇宙人ジョーンズの吹き替えを後述する前任者の谷口節の逝去に伴い、2013年4月放送の『大相撲篇』から引き継いで担当している。
小林清志
『JFK』（テレビ朝日版）で初担当。菅生に次いで多く担当。寺田貴信によるとジョーンズ来日のニュースが載ったスポーツ紙を持ち、逸話を語ると同時に「とても良い俳優さんだ」と話しており、大変気に入っていたという。2013年には「印象に残る俳優」を訊かれるとすぐに顔が浮かぶとしており、初担当した『JFK』を印象深い作品と述べたこともある。前述の菅生には冗談を交えつつ「気取った声を出してちゃダメだよ」等のアドバイスも送っていたといい、その後も小林自身はジョーンズの再演を希望していたが、2013年の『マラヴィータ』が最後の担当となった。
谷口節（トミー・リー・ジョーンズ本人公認）
CM『宇宙人ジョーンズの地球調査シリーズ』にて2008年4月の初登場から『ネット篇』まで担当。谷口の起用はジョーンズから「僕の吹き替えはMr.谷口にしてくれ」と直々に指名されたことが理由だったとされている。生前は谷口自身も同業者に対し、「吹き替えしててこんなに嬉しいことはない」と語っていた。本CMをきっかけにジョーンズの声優の一人として定着したことで、2012年に死去するまでにいくつかの映画でも吹き替えを担当した。
このほかにも、池田勝、坂口芳貞、田中信夫、有川博、小川真司、銀河万丈、大塚明夫なども複数回、声を当てている。

## 主な受賞
- アカデミー賞
  - 1993年度 助演男優賞 『逃亡者』
- カンヌ国際映画祭
  - 2005年度 男優賞 『メルキアデス・エストラーダの3度の埋葬』
- ゴールデングローブ賞
  - 1993年度 助演男優賞 『逃亡者』
- ロサンゼルス映画批評家協会賞
  - 1993年度 助演男優賞 『逃亡者』
- シカゴ映画批評家協会賞
  - 1993年度 助演男優賞 『逃亡者』
- MTVムービー・アワード
  - 1994年度 コンビ賞 『逃亡者』（ハリソン・フォードと共に）